# Синяківщина
Синякі́вщина — село в Україні, у Чорнухинській селищній громаді Лубенського району Полтавської області. Населення становить 119 осіб. До 2018 орган місцевого самоврядування — Білоусівська сільська рада.

## Географія
Село Синяківщина розташоване за 2 км від сіл Білоусівка та Остапівка (Прилуцький район). По селу протікає пересихаючий струмок з загатою.

## Історія
Перша згадка про хутір «Сеньківщина» сягає 1740-х років. У 1911—1912 роках збудована земська однокомплектна школа. Сьогодні Синяківщина — мале село, де мешкають переважно літні люди.

## Об'єкти культурної спадщини
В центрі села розташована однокомплектна (однокласна) школа Лохвицького земства. Збудована протягом 1911—1912 років в стилі українського модерну за проєктом відомого архітектора і художника Опанаса Сластіона. Школа дерев'яна, обкладена цеглою, одноповерхова, в плані — прямокутна. Будівля прикрашена стриманим цегляним декором на основі народних орнаментів (карнизи, орнаментовані пілястри), має шестикутні двері та вікна. Головний вхід підкреслений високою декоративною башточкою з шатровим завершенням. Після закриття школа епізодично використовується для проведення свят та урочистих подій. Деякі елементи будівлі знаходяться в аварійному стані. 2016 року школа стала офіційною пам'яткою архітектури. Окремо треба відзначити, що вздовж головного фасаду школи збереглися чотири 100-літні тополі, які потребують заповідання та охорони.

## Відомі люди

### Народилися
- Шаховський Семен Михайлович (1909—1984) — літературознавець і критик єврейського походження, професор Харківського і Львівського університетів та Київського поліграфічного інституту, упорядник кількатомової хрестоматії з історії української літератури, автор підручника з української радянської літератури для X класу (1938—1959) та низки монографій.

## Галерея

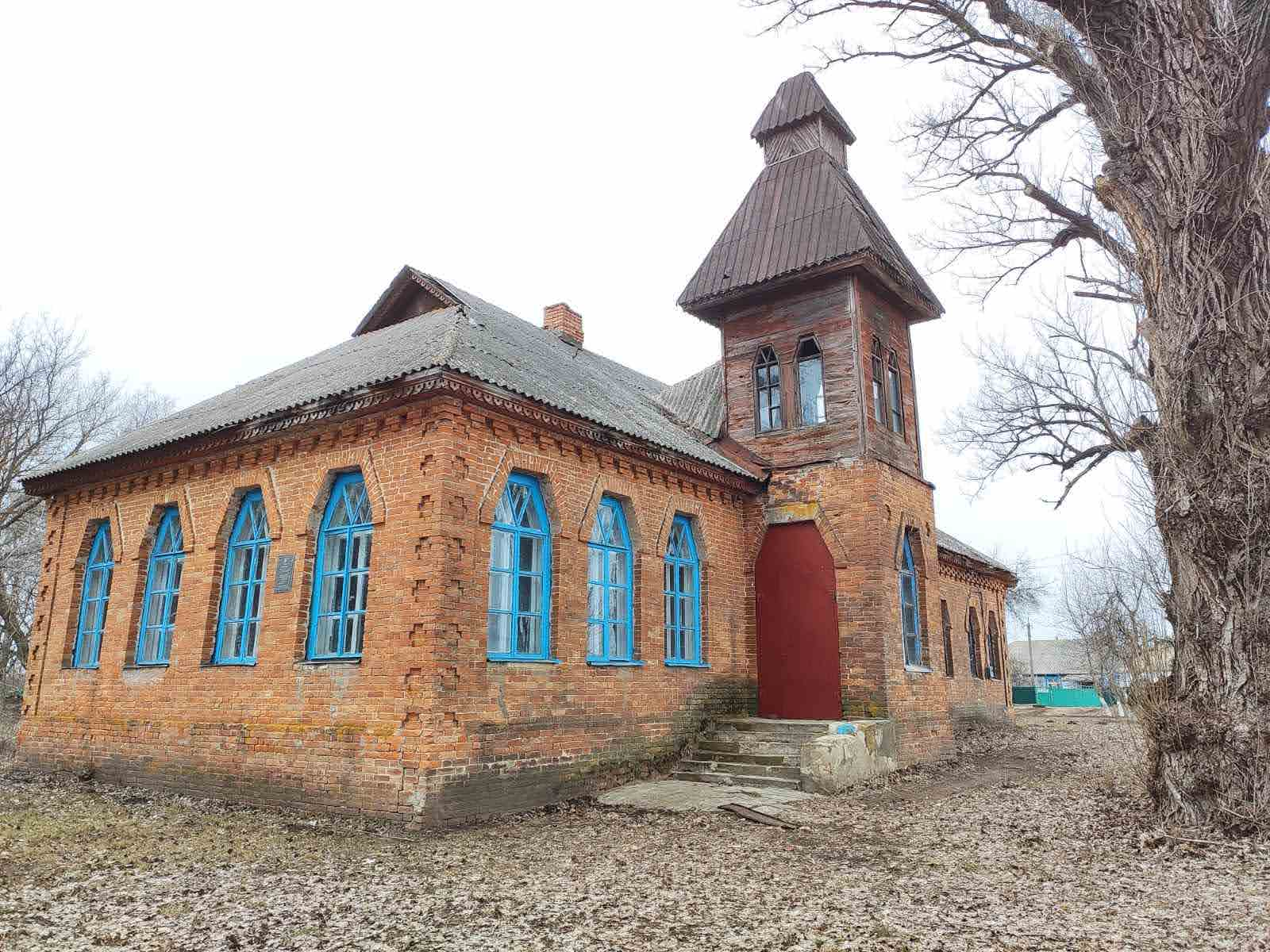
Школа земська однокласна